# Abies mariesii
Abies mariesii (ялиця Марі, яп. オオシラビソ) — вид ялиць родини соснових. Вид названий на честь англійського колекціонера рослин Чарльза Марі (1851-1902), який ввів цей вид до Великої Британії в 1879 році.

## Поширення, екологія
Ендемік Хонсю, Японія. Вид високих гірських схилів і гірських хребтів верхньо-гірських і субальпійських зон, що росте зазвичай між 1000 м і 2800 м над рівнем моря. Ґрунти в основному походять від вулканічної породи, як правило, підзолисті і слабокислі або нейтральні, добре дреновані й помірно вологі (середньо-вологі). Клімат холодний, з рясним снігом узимку і прохолодним вологим літом, річна кількість опадів перевищує 2000 мм в горах ближче до Японського моря. Часті тайфуни є руйнівною силою скорочення граничного віку дерев. A. mariesii формує іноді чисті ліси поблизу лінії дерев, але частіше зустрічається в змішаних (хвойних) лісах з, наприклад, Abies veitchii, Tsuga diversifolia, Picea jezoensis var. hondoensis та / або зарості Pinus pumila і Juniperus communis var. nipponica, останніх двох особливо багато на вершинах хребтів. Загальнопоширені широколисті дерева: Betula ermanii, Sorbus commixta, Acer. У багатьох раніше порушених територіях з глибокою, тонкою текстурою ґрунту, наприклад, на вулканічному попелі, існує щільне покриття малих бамбуків (Sasa paniculata і Sasa nipponica), що виключає більшість інших рослин.

## Морфологія
Дерево висотою 24–26 м, до 2 м в обхваті, з прямим стовбуром і з овально або плоско-вершинною кроною. Кора світло-сіра або сірувата, гладка, фіолетового відтінку, майже білого кольору на старих дерев. Бруньки сферичні, злегка смолисті, червоно-коричнево-бурі. Листки зверху яскраво-зелені, від сірувато-жовтого до білуватого кольору знизу, 0,8–2 см в довжину і 2–2,5 мм завширшки. Чоловічі стробіли короткі, від червонуватого до жовтувато-червоного кольору і злегка потемнілі. Жіночі шишки еліптичні, закруглені на кінцях, спочатку темно-сині, потім чорно-червоно-коричневі, 7–15 см в довжину і 4–5 см завширшки. Насіння: жовтувато-червоний горіх 6-9 мм довжиною, крила 8–10 мм бобоподібні.

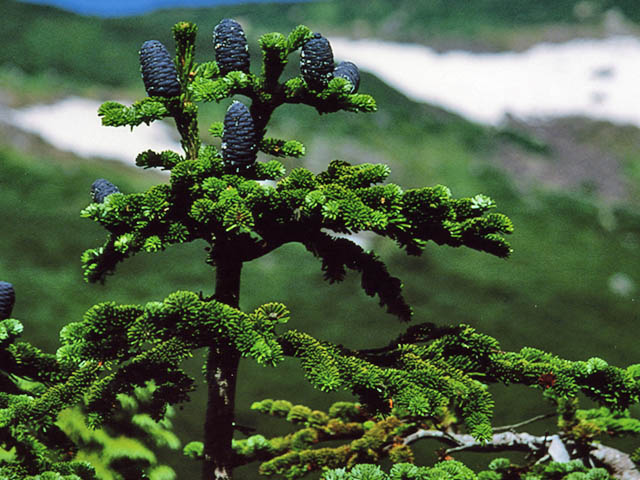
Верхівка з шишками
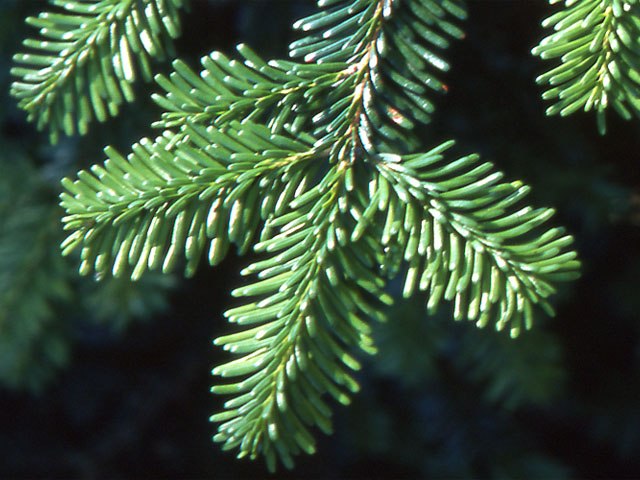
Листя

## Використання
Цей вид ялиці має мале значення, як лісове дерево, тому що росте на великій висоті і в основному у важкодоступних місцях. У садівництві він рідкість, незважаючи на його привабливе темно-зелене листя, яке і контрастує з білими смугами внизу. Зовсім не терпимі до посухи і росте найкраще в прохолодних, вологих умовах, але на легких, добре дренованих ґрунтах. Він в основному обмежується колекціями ботанічних садів і дендраріїв.

## Загрози та охорона
Ніяких конкретних загроз не було визначено для цього виду. Відомий з кількох охоронних територій.